# Grit
Grit är ett studioalbum av Mimikry från 2018. Det ovanliga med albumet är att elva av tolv låtar på albumet släpptes som singlar med tillhörande video i ett projekt där en låt släpptes per månad från april 2017 till februari 2018. Låten som inte släpptes som singel utan var ny för albumet var "Redan på väg".
Martin Westerstrand gästar på låten "Alla vill till himmelen men ingen vill dö" som är en cover på Timbuktus låt med samma namn.

## Låtlista
1. Tid att vara arg
2. Alla vill till himmelen men ingen vill dö
3. Maskrosen (Matilda kom hem)
4. Jag har valt att hoppa av
5. Revolt
6. När du var min
7. Jag lämnar festen
8. Apornas Planet (R)evolution
9. Bygg dina vingar på vägen ner
10. Jag kommer aldrig dö
11. Redan på väg
12. Julkort till Bäckvägen 7